# Star Wars: Demolition
Star Wars: Demolition es un videojuego de combate en vehículos ambientado en el universo Star Wars creado tanto por Luxoflux como por LucasArts usando el motor de juego de Vigilante 8. La premisa del juego es que el Imperio Galáctico declara que ha prohibido oficialmente las carreras de vainas de Jabba the Hutt, por lo que Jabba crea un concurso de combate vehicular más peligroso para la vida para reemplazar el deporte de podracing. El juego fue lanzado tanto en PlayStation como en Dreamcast; PlayStation el 12 de noviembre de 2000 y Dreamcast el 19 de noviembre de 2000.
El juego recibió críticas mixtas tras su lanzamiento. Los críticos sintieron que si bien el juego era divertido en ráfagas cortas, perdía su atractivo con el juego extendido. Las revisiones posteriores retrospectivas y las principales repeticiones de los medios encontraron que el juego era mediocre. Los comentarios críticos señalaron controles deficientes y una jugabilidad aburrida.

## Jugabilidad
Star Wars: Demolition es un juego de combate de vehículos ambientado en el universo de Star Wars. El objetivo es ser el último vehículo en pie destruyendo a todos los demás combatientes. Se pueden encontrar varios potenciadores en el campo de batalla que mejoran el vehículo de un jugador. Estos incluyen armamento, como detonadores térmicos, misiles de conmoción cerebral y torpedos de protones, y elementos de impulso, que incluyen protección adicional, encubrimiento y aumento de la velocidad de disparo de las armas. El juego incluye ocho etapas jugables y 13 combatientes.
Se ofrecen cuatro modos de juego a los jugadores. En el modo Torneo, los jugadores compiten en rondas cada vez más difíciles en un lugar determinado. La primera ronda tiene un combatiente enemigo, la segunda tiene dos, y así sucesivamente. Aquí los jugadores pueden desbloquear nuevos personajes completando el modo con al menos 10,000 puntos. Battle Mode es un juego gratuito en el que los jugadores pueden practicar sus habilidades. El modo High Stakes agrega un aspecto de juego al juego. Antes del comienzo de la ronda, a los jugadores se les dan sus probabilidades de ganar, luego se realiza una apuesta y el jugador recibe un pago o se le deducen créditos en función de si gana o pierde. Finalmente, el modo Hunt-a-Droid proporciona solo droides sonda imperiales itinerantes para disparar para práctica de tiro y está limitado a tres minutos. Cada modo se puede jugar con uno o dos jugadores en PlayStation, mientras que la versión Dreamcast admite hasta cuatro jugadores.

## Trama
La historia de fondo de Star Wars: Demolition es que el Imperio declara una prohibición del deporte de Jabba the Hutt de podracing. Para reemplazar esta empresa lucrativa, Jabba crea un concurso más peligroso para la vida donde los combatientes luchan hasta la muerte dentro o sobre vehículos. Varios combatientes entran en la competencia. Boba Fett entra, optando por usar solo su mochila propulsora. Su compañera cazarrecompensas y compañera ocasional Aurra Sing también ingresa, una moto swoop, su vehículo preferido. Otros oponentes montan varias formas de tanques, landspeeder e incluso un rancor para competir en esta batalla a muerte.

## Desarrollo
Demolición se anunció el 14 de abril de 2000 a través de StarWars.com. Fue desarrollado por Luxoflux y publicado LucasArts. Antes de su lanzamiento se conocía como Star Wars: Demolition Racer. Más tarde se acortaría a Star Wars: Demolition. Luxoflux usó el mismo motor de juego que impulsó tanto Vigilante 8 como su secuela Vigilante 8: Second Offense. Inicialmente se anunció como una exclusiva de PlayStation, pero en julio de 2000 circularon rumores de que el juego vendría a Dreamcast. Esto se confirmó al mes siguiente. Fue lanzado en noviembre de 2000 en Norteamérica en ambos sistemas. Un lanzamiento europeo siguió en diciembre de 2000.

## Recepción
Star Wars: Demolition recibió "críticas mixtas o promedio" en ambas plataformas según el sitio web agregador de reseñas Metacritic.
Dan Elektro de GamePro sintió que el encanto del juego se agota rápidamente, proporcionando poco valor de rejugabilidad. El crítico de GameRevolution afirmó que el juego es "definitivamente divertido", pero que con el juego prolongado se vuelve más fácil notar el desequilibrio en la jugabilidad. El juego fue criticado críticamente en juegos retrospectivos y revisiones del juego. Los miembros del personal de Game Informer, Andrew Reiner, Jeff Cork, Jeff Marchiafava y Kyle Hilliard, encontraron el juego espantoso en una repetición. Durante el juego, un miembro del personal preguntó "¿Cómo se siente?" "¡Oh, es horrible!" fue la respuesta. El personal sintió que las batallas eran demasiado largas, que el juego era confuso y que era demasiado difícil dañar a los enemigos. También entró en la lista de "Game Informer" de Seis juegos que no nos importa ver expulsados del canon de Star Wars.
En una reseña algo más positiva ign, quien revisó la versión de Dreamcast, señaló que a pesar de los defectos del juego, disfrutó jugando Demolition "en pequeñas cantidades de tiempo". El colega de Chau, David Smith, quien revisó la versión de PlayStation, dijo que el juego era un "sucesor espiritual muy bien hecho del primer Vigilante 8, sin embargo, solucionando muchos de los problemas con Second Offense". Joe Fielder de GamesPot dijo que el juego puede parecer "un intento a medias de sacar provecho de la licencia de Star Wars, aunque en realidad es un juego ejecutado de manera competente". Eric Bratcher de NextGen comparó la versión de Dreamcast con la adaptación de videojuego de Star Wars: Episodio I - La amenaza fantasma, diciendo: "Todas las piezas están ahí, pero simplemente no equivalen a nada".